# Pułk Marszowy Kresowej Brygady Kawalerii
Pułk Marszowy Kresowej Brygady Kawalerii – improwizowany oddział kawalerii Wojska Polskiego. Sformowany w Żółkwi w czasie kampanii wrześniowej, walczył w składzie Armii „Małopolska”.

## Formowanie i działania we wrześniu 1939
9 września 1939 w Ośrodku Zapasowym Kresowej Brygady Kawalerii w Żółkwi, sformowano dywizjon rozpoznawczy rtm. Józefa Murasika, zwany również później pułkiem marszowym Kresowej Brygady Kawalerii i pułkiem rozpoznawczym kawalerii. W jego skład weszły konne szwadrony marszowe 6 pułku strzelców konnych, 12 pułku ułanów, 14 pułku ułanów, 22 pułku ułanów oraz pluton ckm z 12 pułku ułanów.
W związku z niekorzystną sytuacją na froncie Dywizjon, wraz z całym Ośrodkiem Zapasowym Kresowej Brygady Kawalerii, został podporządkowany Grupie „Żółkiew” płk. dypl. st. spocz. Stefana Iwanowskiego broniącej północnego odcinka Grupy Obszaru Obrony Lwowa. 10 września Dywizjon wyruszył na rozpoznanie w kierunku zachodnim, w wyniku którego stwierdził marsz niemieckiej 2 Dywizji Pancernej z rejonu Jarosławia na Rawę Ruską i Niemirów. Wysyłane patrole rozpoznawcze z Brusna w kierunku Płazów, Cieszanów, Lubaczów nie wróciły, zlikwidowane przez wojska niemieckie. Dywizjon wycofał się w kierunku Żółkwi, a idący w straży tylnej szwadron 14 puł. pod wsią Oleszyce stoczył walkę z niemieckim podjazdem pancerno-motorowym niszcząc samochód pancerny i kilka motocykli. W trakcie rozpoznania stoczono drobne starcia z podjazdami pancernymi nieprzyjaciela, zaś podczas wycofywania się na Żółkiew, pod zajętym przez Niemców Niemirowem, idący w straży przedniej Dywizjonu szwadron marszowy 6 psk stoczył potyczkę z oddziałem piechoty 4 Dywizji Lekkiej. Następnie dywizjon osłaniany przez szwadron 12 puł. przekroczył szosę Niemirów-Rawa Ruska pod Wróblaczynem. 13 września dywizjon osiągnął Krechów. Wieczorem przez Żółkiew przegrupował się do Wiesenbergu. 12 września w rejon Żółkwi podeszła 10 Brygada Kawalerii, która otrzymała zadanie osłony Lwowa od północy. Płk. Maczkowi podporządkowano w tym celu Grupę „Żółkiew”, zaś Dywizjon Rozpoznawczy rtm. Murasika, zwany od tej pory pułkiem rozpoznawczym kawalerii, znalazł się w odwodzie 10 BK. W nocy 13/14 września szwadron 12 puł. został podporządkowany dowódcy dywizjonu ppanc. 10 BK.
Po zajęciu Zboisk w nocy z 13/14 września przez 99 pułk strzelców górskich niemieckiej 1 Dywizji Górskiej, połączenie pomiędzy Żółkwią a Lwowem zostało przerwane. 14 września rtm. Murasik wyznaczył do rozpoznania rejonu Zboisk szwadron 14 puł., spieszony szwadron stoczył potyczkę ogniową na lizjerze lasów brzuchowickich. Po czym wykorzystując ukrycia terenowe spieszony szwadron Jazłowiaków dotarł do zabudowań Zboisk, uderzył na znajdujących się w rejonie cmentarza niemieckich strzelców górskich wypierając ich w głąb wsi, zniszczono 3 samochody ciężarowe i kilka motocykli. Na skutek celnego ostrzału broni maszynowej i kontrakcji niemieckiej szwadron 14 puł. wycofał się ze Zboisk. Patrolując w nocy 14/15 września podejścia do wsi. Rozpoznanie pozwoliło zaplanować natarcie 10 BK i ustaliło, że połączenie rejonu ze Lwowem zostało przerwane.  By je przywrócić, 15 września Dywizjon Przeciwpancerny 10 BK ze szwadronem 12 puł. oraz pododdziały 24 puł. uderzyły na Zboiska od czoła, zaś od tyłu, przez lasy brzuchowickie, uderzył pułk rtm. Murasika wsparty przez kompanię kolarzy 11 DP oraz 2 ckm i 2 moździerze.  Wysokie straty poniósł szwadron 12 puł. atakujący wzg. 324 na którym stwierdzono obronę dwóch niemieckich kompanii strzelców górskich. 16 września o świcie ponowiono natarcie, tym razem od czoła atakując całością sił 10 BK, ponownie bez efektu, gdyż uderzenie oddziałów 35 Dywizji Piechoty rez. z załogi Lwowa nie zostało zsynchronizowane z akcją zgrupowania 10 BK. 17 września o godz. 5.00 płk. dypl. Stanisław Maczek rozkazał kontynuować natarcie. Pułk rozpoznawczy kawalerii, mając w I rzucie natarcia szwadrony 6 psk i 14 puł. wsparty plutonem motocyklistów 10 psk zaatakował z lasów brzuchowickich na północ od Hołoska Wielkiego, powodując dezorganizację na niemieckich tyłach, i utrudniając przesuwanie się odwodów na główne rejony natarcia 10 BK. W efekcie po południu zdobyto wzgórze 324 i sąsiednie wzniesienia, przywracając połączenie pomiędzy Lwowem a Żółkwią. Szwadrony pułku poniosły duże straty w poległych i rannych wynoszące ogółem kilkudziesięciu kawalerzystów.
10 BK odeszła następnie, by wzmocnić obronę rumuńskiego przedmościa, zaś pułk rtm. Murasika odłączył się od niej i obszedłszy Lwów od wschodu, przez Winniki, Gliniany i Kurowice 19 września dotarł do Buska, gdzie z uwagi na podejście wojsk sowieckich rtm. Murasik rozwiązał pułk, żołnierzy zwolnił do domów, zbędne konie oddał ludności, ukrył dokumenty. Z grupą ochotników spośród oficerów i żołnierzy wyruszył w kierunku granicy węgierskiej, lecz prawdopodobnie 20 września grupa została otoczona w rejonie Złoczowa przez sowiecką kawalerię i broń pancerną i dostała się do niewoli. Pozostałość szwadronu 12 puł. po utracie kontaktu z grupą bojową ppłk. Zygmunta Moszczeńskiego z 10 BK  w dniu 20 września, w sile ok. 40 ułanów pod dowództwem por. S. Brzezińskiego  skierowała się na Brzuchowice. Starający się osłonić walki oddziałów gen. Sosnkowskiego, szwadron został odrzucony przez oddziały niemieckie w kierunku wschodnim i prawdopodobnie dostał się do niewoli sowieckiej.

## Obsada personalna pułku
- dowódca pułku - rtm. Józef Murasik
- adiutant - por. rez. Rudolf Meravigilia-Crivelli[a]
- dowódca szwadronu marszowego OZ 6 pułku strzelców konnych - por. rez. Tadeusz Kownacki[b]
- dowódca szwadronu marszowego 14 pułku ułanów – por. Konstanty Juszczak
- dowódca szwadronu marszowego OZ 12 pułku ułanów - rtm. Michał Mińkowski (do 15 IX 1939), ppor. rez. Michał Grzebalski
- dowódca szwadronu marszowego OZ  22 pułku ułanów - rtm. Tadeusz Szenk[5]
- dowódca plutonu ckm 12 pułku ułanów – ppor. rez. Tomasz Załuski